# Marta Moreira
Marta Cristina Esteves Moreira (Rio Tinto, Gondomar, 29 de novembro de 1966) é uma antiga atleta portuguesa que foi recordista nacional de 400 metros, 400 metros com barreiras e 4 x 400 metros durante a década de 1990.
Esteve presente nos Jogos Olímpicos de 1992, em Barcelona, onde participou nos 400 m barreiras e na estafeta 4 x 400 metros. Na prova individual de barreiras, Marta quedou-se pelas eliminatórias, tendo sido sexta na sua série com o tempo de 58.24 s. Quanto ao quarteto da estafeta, que integrou juntamente com Eduarda Coelho, Elsa Amaral e Lucrécia Jardim, passou as eliminatórias e foi oitavo na final, com um novo recorde português de 3:29.38 m.
Foi campeã nacional de 400 metros em 1984 e de 400 m barreiras em 1986, 1992, 1993 e 1996.